# 野田新町駅

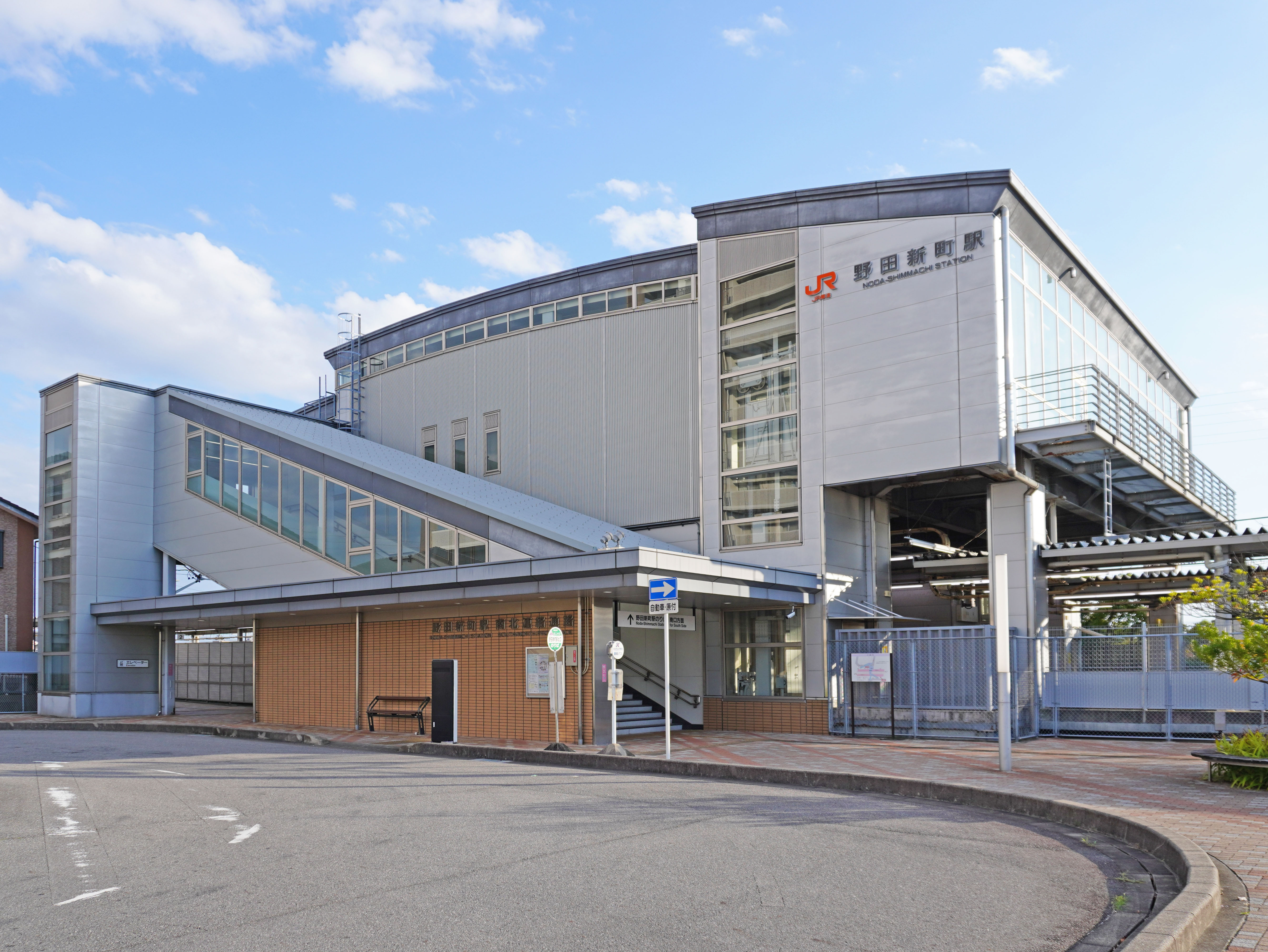
北口（2022年10月）

野田新町駅（のだしんまちえき）は、愛知県刈谷市野田新町一丁目にある、東海旅客鉄道（JR東海）東海道本線の駅である。駅番号はCA57。
運行形態の詳細は「東海道線 (名古屋地区)」を参照。

## 歴史
刈谷市による当地への駅誘致は1989年（平成元年）頃より行われており、2003年（平成15年）3月に駅設置の合意が市と東海旅客鉄道（JR東海）との間で締結された。請願駅であり、事業費28億1400万円の全額を刈谷市が負担した。なお、駅名が決定するまでは暫定的に「刈谷新駅」と呼称されていた。
- 2004年（平成16年）8月7日：刈谷市と東海旅客鉄道（JR東海）が工事協定を締結。
- 2005年（平成17年）11月10日：駅建設工事が開始される。
- 2006年（平成18年）12月14日：JR東海が正式駅名を「野田新町駅」に決定。
- 2007年（平成19年）3月18日：東海道本線の東刈谷駅 - 刈谷駅間に新設開業[2]。
- 2018年（平成30年）3月17日：駅ナンバリングが導入され、使用を開始する。当駅には「CA57」が与えられた。
- 2020年（令和2年）
  - 11月30日：JR全線きっぷうりばの営業を終了[5]。
  - 12月1日：集中旅客サービスシステム（現・お客様サポートサービス）の使用開始に伴い終日無人化[5][3]。

## 駅構造
相対式ホーム2面2線を有する地上駅で、橋上駅舎を備える。2024年（令和6年）3月16日の改正現在、普通電車のみが停車する。ホームは9両編成分の有効長が整備されている。エレベーターが駅舎に2基、自由通路に2基、多目的トイレが駅舎に1か所、自由通路に1か所設置されている。
刈谷駅が管理する無人駅である。駅舎内には自動券売機と自動改札機（TOICA対応）が設置されている。
線路沿いの非常に近い場所に住宅などが立ち並んでいるため、構造物のいたるところに視野選択ガラス（角度によって曇ったような色に変化するガラス）を採用し住民のプライバシーに配慮している。

### のりば
| 番線 | 路線          | 方向 | 行先             |
| ---- | ------------- | ---- | ---------------- |
| 1    | CA 東海道本線 | 下り | 名古屋・大垣方面 |
| 2    | CA 東海道本線 | 上り | 岡崎・豊橋方面   |

（出典：JR東海:駅構内図）

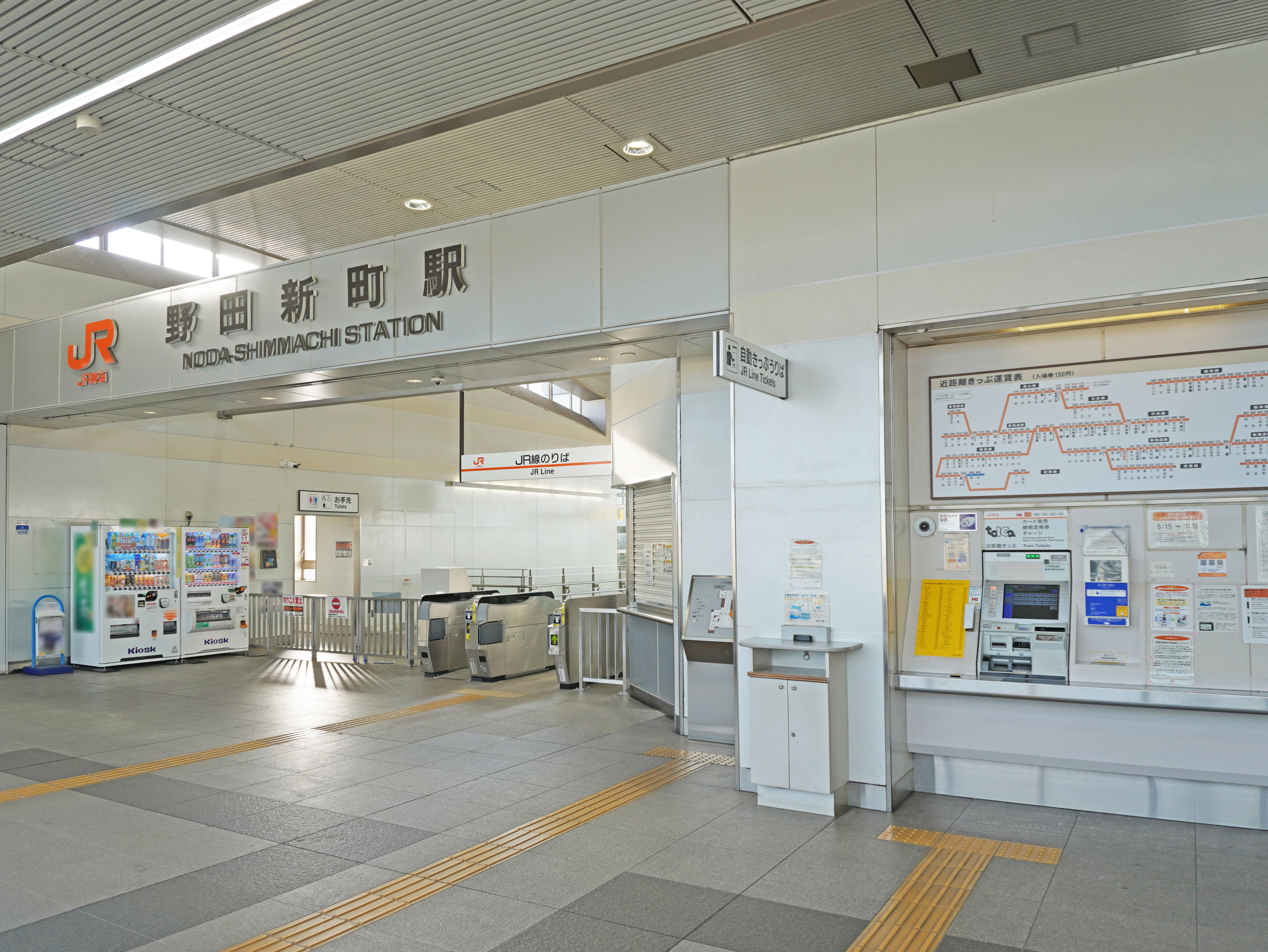
改札口と自動券売機（2022年10月）
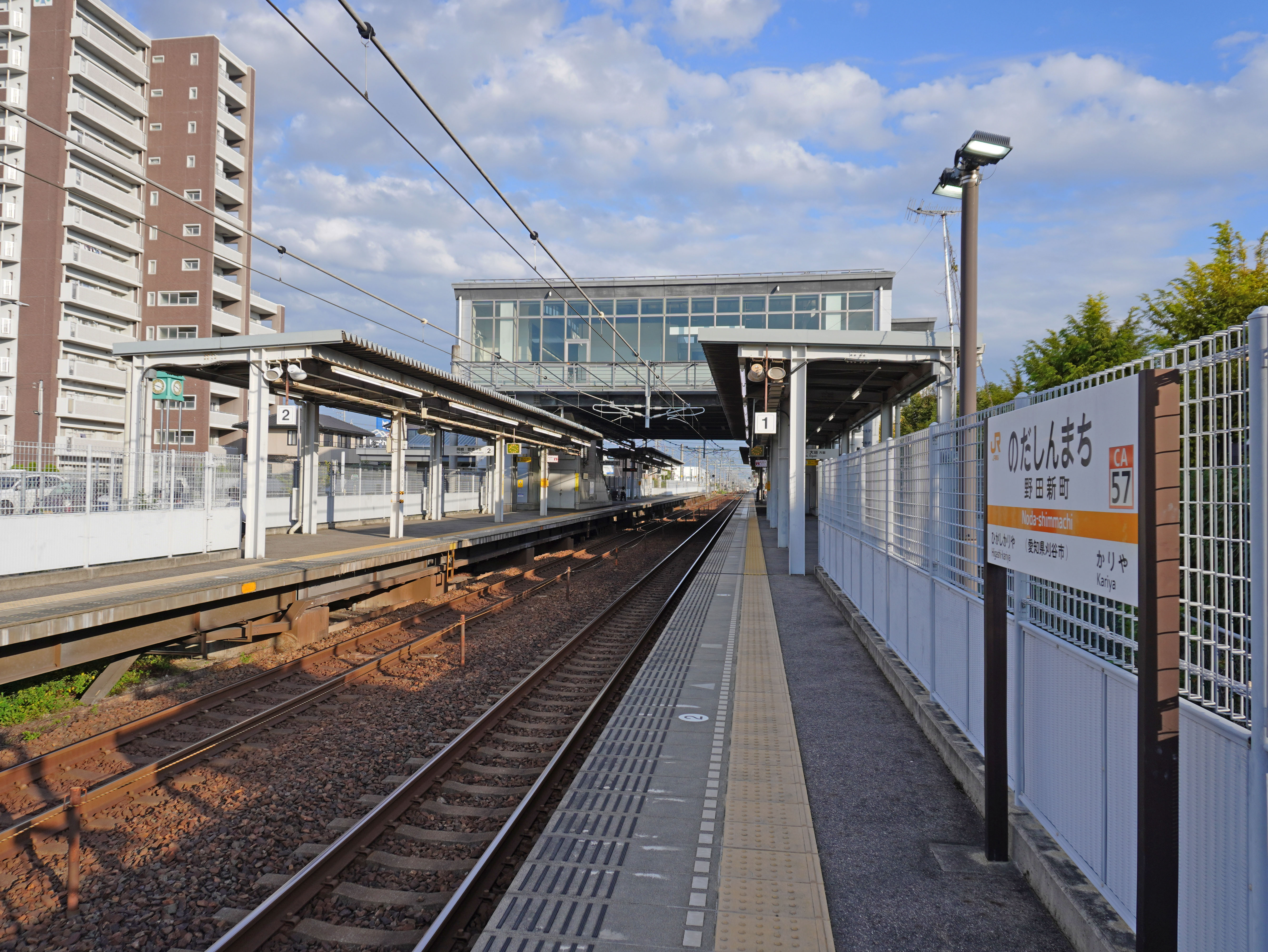
ホーム（2022年10月）
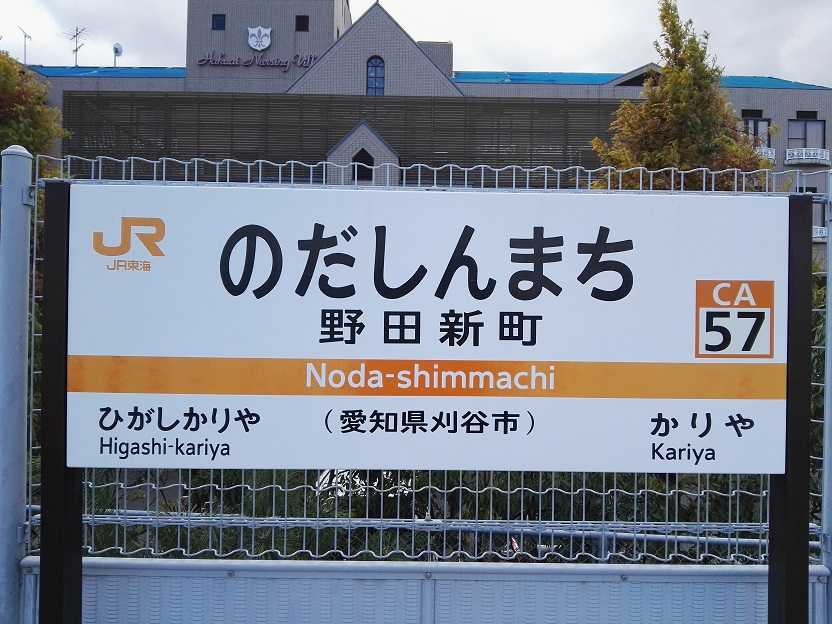
駅名標（2018年12月）

## 利用状況
「刈谷の統計」によると、当駅の一日平均乗車人員は以下の通り推移している。乗車人員は年間利用客数を365（閏年は366）で除したものである。
| 年度   | 一日平均 乗車人員 |
| ------ | ----------------- |
| 2006年 | 929               |
| 2007年 | 1,022             |
| 2008年 | 1,438             |
| 2009年 | 1,625             |
| 2010年 | 1,753             |
| 2011年 | 1,842             |
| 2012年 | 1,863             |
| 2013年 | 1,937             |
| 2014年 | 2,057             |
| 2015年 | 2,208             |
| 2016年 | 2,323             |
| 2017年 | 2,488             |
| 2018年 | 2,532             |
| 2019年 | 2,531             |
| 2020年 | 2,653             |
| 2021年 | 2,068             |
| 2022年 | 2,213             |

## 駅周辺
- ジェイテクト東刈谷工場
- ブラザー工業刈谷工場
- 刈谷豊田総合病院東分院
- 愛知県立刈谷東高等学校
- 刈谷知立環境組合 - リサイクル施設・温水プールなど
- 国道419号
- 野田八幡宮

※ 知立市との境界にも近い。

## バス路線

### 北口
「野田新町駅北口」停留所にて、以下のコミュニティバスが発着する。
- 知立市ミニバス
  - 4コース（ブルーコース）：アピタ・市役所南・知立駅方面
- 刈谷市公共施設連絡バス（かりまる）
  - 6 東刈谷・逢妻線：逢妻駅南口 / 東刈谷駅北口

### 南口
「野田新町駅南口」停留所にて、以下のコミュニティバスが発着する。
- 刈谷市公共施設連絡バス（かりまる）
  - 5 小垣江・依佐美線：小垣江駅東口 / 小垣江駅西口

## 隣の駅
東海旅客鉄道（JR東海）
CA 東海道本線
■特別快速・■新快速・■快速・■区間快速
通過
■普通
東刈谷駅 (CA56) - 野田新町駅 (CA57) - 刈谷駅 (CA58)